# Maria-Magdalena-Hospital

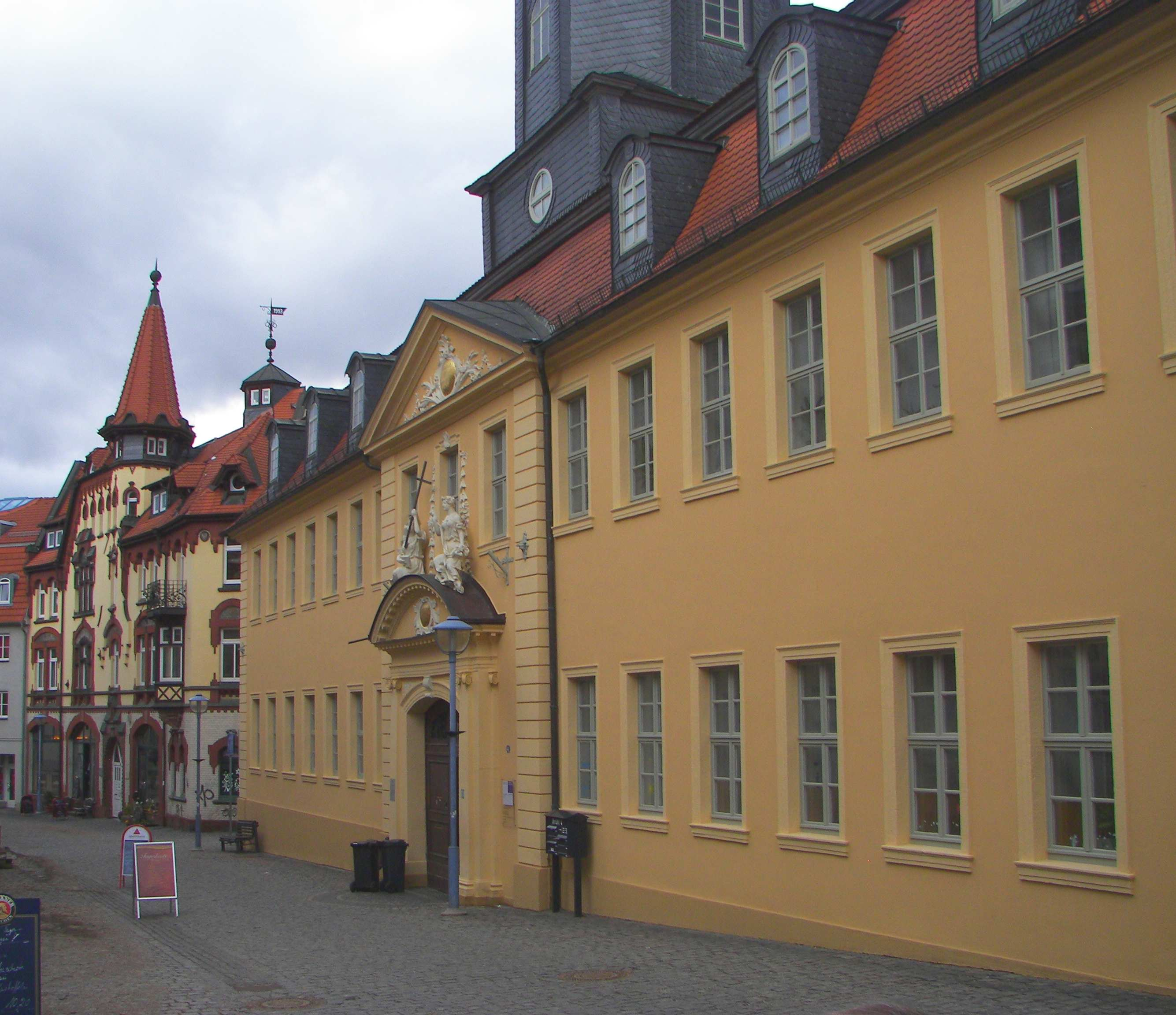
Fassade von Süden

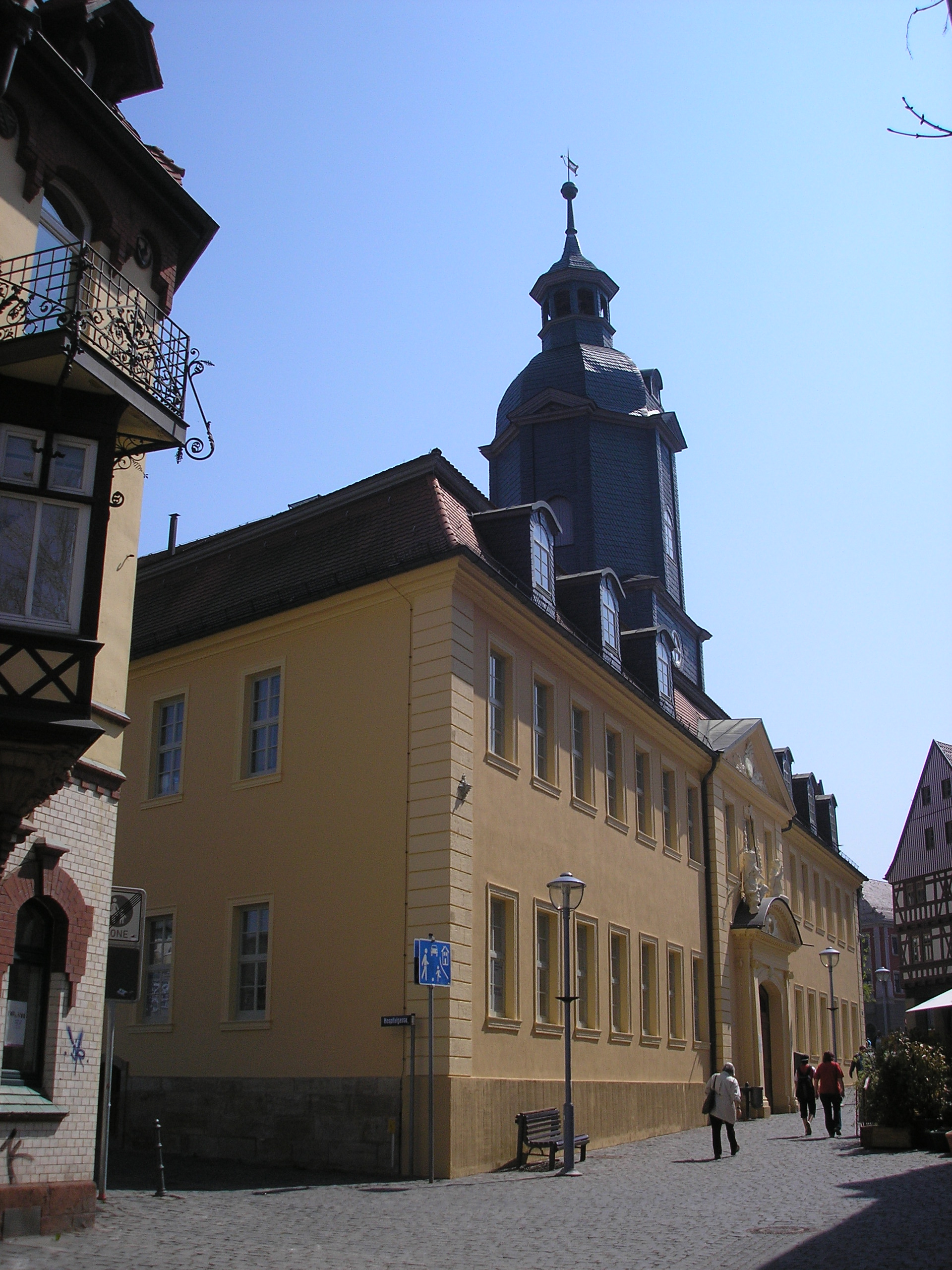
Fassade von Norden

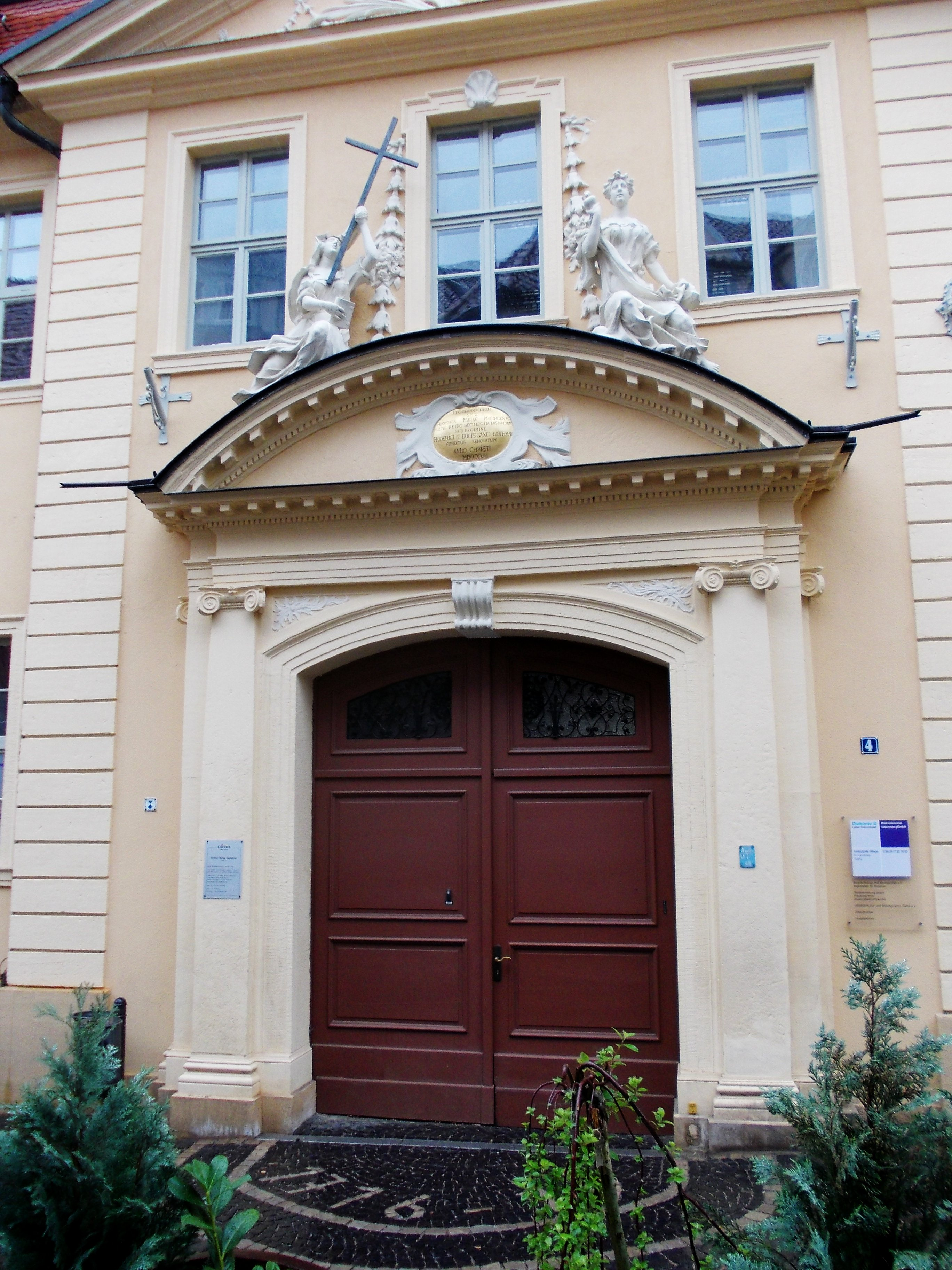
Portal

Das Maria-Magdalena-Hospital in Gotha ist ein vor 1223 gegründetes und 1716–1719 ausgebautes ehemaliges Spital in Gotha, Brühl 4.

## Geschichte
Das nach Maria Magdalena benannte Hospital wurde vermutlich durch die Landgräfin Elisabeth von Thüringen 1223 gegründet . Es lag damals am Rand der Stadt am Brühl, nahe dem Brühler Tor.
Im Jahr 1225 wurde das Gebäude dem Lazarusorden übertragen mit der Auflage, kranke und arme Menschen in diesem zu pflegen. 1489 gelangte das Hospital in Besitz des Johanniterordens, 1525 wurde es dem Stadtrat Gothas überlassen.
1716–1719 wurde das Spital nach Entwurf von Johann Erhard Straßburger durchgreifend im Barockstil erneuert.
1840 erfolgte eine Erweiterung des Hospitals. Von 1946 bis 1973 war das Haus ein Pflegeheim.
Nach Aufgabe seiner ursprünglichen Funktion fiel es an die Stadt Gotha, die es in den 1990er Jahren als Stadtverwaltung und Vereinshaus sanierte.
Unter anderen ist hier das Frauenzentrum Gotha untergebracht.
Seit dem 1. Juni 2016 hat die Arbeitsgemeinschaft Genealogie Thüringen e.V. (AGT) hier ihre neue Geschäftsstelle.
Mit dem Haus der Genealogie (HdGEN) ist zudem eine familienkundliche Begegnungsstätte entstanden.

## Gebäude
Das Haus stellt sich heute als barocke, verputzte Dreiflügelanlage mit Mansarddach dar. Auf ihm befindet sich mittig ein kleiner, achteckiger Turm, der mit Kuppel und Laterne bekrönt ist. Die zweigeschossige Schaufassade hat einen Mittelrisalit und in der Mitte ein stattliches Portal. Es ist mit figürlichen Tugendallegorien von Glaube und Liebe bekrönt. Innen besitzt die Eingangshalle noch ein Kreuzgratgewölbe des Vorgängerbaus von 1541.
Im Nordflügel befindet sich eine Hospitalkapelle mit barockem Kanzelaltar.
Heute wird die Hospitalkirche von den Siebenten-Tags-Adventisten genutzt.